# Gabriel Hocquard
Gabriel Hocquard (27 janvier 1892, Metz - 23 octobre 1974, Metz) est un professeur de lycée et un homme politique de la IIIe République et de la IVe République. Il est maire de Metz, avant et après la Seconde Guerre mondiale, et Conseiller de la République, de Moselle, de 1946 à 1948.

## Biographie

### Années de jeunesse
Gabriel Hocquard naît à Metz, le 27 janvier 1892, alors que la Moselle est allemande. Issu d'une famille originaire de Rozérieulles, Gabriel Hocquard perd très tôt son père. Sa mère travaille dans une librairie catholique, rue des Clercs, au cœur du vieux Metz. Gabriel Hocquard commence sa scolarité à Saint-Arnould, et l'achève au lycée de Metz, où il obtient son « Abitur », le baccalauréat allemand. Il poursuit des études en lettres à l'Université de Strasbourg, de 1909 à 1913, obtenant son examen d'État de fin d'études. Au cours de ses études, il effectue un séjour à l'Université d'Oxford qui l'impressionnera positivement[réf. nécessaire].

### Première Guerre mondiale
Nommé professeur dans un lycée de Metz en 1914, Gabriel Hocquard est mobilisé dans l'armée allemande, le 2 août 1914. Grièvement blessé sur le front le 23 octobre 1914, il déserte et rejoint la France, où il contracte un engagement volontaire dans l'armée française[réf. nécessaire]. Après six mois de front, il est détaché à l'État-Major de la Marine, où ses qualités d'interprète sont très appréciées[réf. nécessaire]. 

### Entre-deux-guerres
Après la guerre, il suit un stage dans un lycée de Saint-Omer dans le Pas-de-Calais, puis reprend ses cours au lycée de Metz en 1921. Il se présente sur une liste aux élections municipales et devient conseiller municipal en 1925. Gabriel Hocquard est nommé adjoint au maire en 1927. À cette fonction, Gabriel Hocquard cherche à ranimer la vie culturelle messine, anémiée par le départ, en 1919, de la bourgeoisie et de l'aristocratie allemande. Il défend le théâtre de Metz, son conservatoire de musique, ainsi que son musée. Il est élu premier adjoint en 1935. Ayant fait montre de ses qualités de gestionnaire, il est élu maire de Metz en novembre 1938, en remplacement de Paul Vautrin, décédé.
Sympathisant du Parti social français (PSF) à l'instar de Paul Vautrin jusqu'en 1938, il se montre proche ensuite d'autres partis « nationaux » comme le Parti populaire français (PPF) ou le Parti républicain national et social (PRNS), en 1939.

### Seconde Guerre mondiale
En 1939, il soutient l'effort des troupes françaises à Metz, avant d'être chargé d'une mission en Angleterre par Giraudoux[réf. nécessaire]. Revenu à Metz à la veille de l'Armistice de juin 1940, il reçoit l'ordre du préfet de quitter la ville. Il participe alors en Algérie à une mission de reclassement des Alsaciens et des Lorrains, avant de revenir enseigner près d'Annecy en Haute-Savoie. En 1942, par l'intermédiaire de son cousin le commissaire de police Charles-Albert Watiez, il entretient et conserve des liens avec des Mosellans réfugiés et participe au comité lorrain qui se met en place à Lyon avec les anciens députés Robert Schuman et Robert Sérot, Ségolène de Wendel, Paul Durand, ancien conseiller municipal de Metz et futur adjoint, rédacteur en chef du quotidien messin Le Lorrain, le docteur Melchior et René Jager. 

### Maturité politique
Revenu à la mairie dès la Libération de Metz, en novembre 1944, Gabriel Hocquard a la lourde tâche de sortir la ville du marasme, où les évènements l'ont plongée. Les bombardements américains n'ayant pas épargné la ville, les logements manquent cruellement. En outre, les caisses municipales sont vides. Avec sagesse[non neutre], il essaie d'aplanir les dissensions entre les expulsés et ceux qui étaient restés sur place, entre les Messins d'origine allemande et ceux d'origine française. Il reste préoccupé par le sort des réfugiés et s'attache à aider les plus démunis. Ses excellents contacts avec les autorités militaires lui permettent d'obtenir des facilités qui accéléreront le redressement de la ville. Dans le cadre de ses fonctions, Gabriel Hocquard reçoit le général Patton, le général Walker, mais aussi la grande-duchesse et les ministres du Luxembourg. Il est réélu maire en octobre 1945. En mars 1946, il est invité par la chambre de commerce de Dallas, où il reçoit un accueil chaleureux. À son retour, il décide la création d'une « Voie de la liberté », pour commémorer la marche triomphale des Alliés à travers la France, d'Avranches à Metz. Il profite d'un voyage à Berlin avec le Général Koenig pour attirer l'attention des autorités sur le sort inquiétant des Malgré-nous[réf. nécessaire]. 
Promu Officier de la Légion d'honneur le 6 juin 1946, il est élu conseiller de la République, de Moselle, au Palais du Luxembourg, le 8 décembre 1946. Parlementaire actif, apparenté MRP, Gabriel Hocquard suit notamment l'introduction du franc en Sarre, et le projet de loi relatif aux dépenses sur l'exercice 1948 pour la reconstruction et les dommages de guerre. 
Après sa défaite en octobre 1947 aux élections municipales à Metz face à une liste gaulliste menée par Raymond Mondon, il redevient simple conseiller municipal. Il ne sollicite pas un nouveau mandat de sénateur en 1948 et décide de se retirer de la vie politique. Il redevient professeur, jusqu'à sa retraite en 1954. 
Il reste président de la Caisse d'Epargne de Metz (1938-1974), entre en 1954 au Conseil Supérieur des Caisses d'Epargne, est élu en 1963 vice-président de la Conférence régionale des Caisses d'Epargne d'Alsace et de Moselle. Il préside aussi le Centre d'Information et d'études d'économie humaine (CIEDEHL) de 1949 à 1963, ainsi que le Crédit immobilier de Metz, depuis 1939, qui lance plusieurs programmes immobiliers. 
Il meurt dans sa ville natale, en 1974, à l'âge de 82 ans.

## Distinctions
- Officier de la Légion d'honneur le 6 juin 1946

## Sources
- "Gabriel Hocquard" (Dictionnaire des parlementaires français) sur le site officiel du Sénat
- Jean Schneider, Eloge de Gabriel Hocquard (1892-1974),  Mémoires de l'Académie nationale de Metz (1976-77), IV-V. p. 209-223 ( Lire en ligne )
- Thibaut de la Corbière, Les maires de Metz, Metz, Ed. Serpenoise, 1995